# Mettray
Mettray és un municipi francès, situat al departament de l'Indre i Loira i a la regió de Centre – Vall del Loira. L'any 2007 tenia 1.951 habitants.

## Demografia

### Població
El 2007 la població de fet de Mettray era de 1.951 persones. Hi havia 740 famílies, de les quals 156 eren unipersonals (52 homes vivint sols i 104 dones vivint soles), 223 parelles sense fills, 290 parelles amb fills i 71 famílies monoparentals amb fills.
La població ha evolucionat segons el següent gràfic:
Habitants censats

### Habitatges
El 2007 hi havia 805 habitatges, 762 eren l'habitatge principal de la família, 19 eren segones residències i 23 estaven desocupats. 703 eren cases i 101 eren apartaments. Dels 762 habitatges principals, 564 estaven ocupats pels seus propietaris, 187 estaven llogats i ocupats pels llogaters i 11 estaven cedits a títol gratuït; 1 tenia una cambra, 37 en tenien dues, 98 en tenien tres, 174 en tenien quatre i 452 en tenien cinc o més. 616 habitatges disposaven pel capbaix d'una plaça de pàrquing. A 289 habitatges hi havia un automòbil i a 440 n'hi havia dos o més.

### Piràmide de població
La piràmide de població per edats i sexe el 2009 era:
| Homes | Edats   | Dones |
| ----- | ------- | ----- |
| 0     | 95 o +  | 0     |
| 4     | 90 a 94 | 0     |
| 4     | 85 a 89 | 16    |
| 8     | 80 a 84 | 4     |
| 12    | 75 a 79 | 12    |
| 52    | 70 a 74 | 56    |
| 16    | 65 a 69 | 24    |
| 60    | 60 a 64 | 40    |
| 24    | 55 a 59 | 60    |
| 84    | 50 a 54 | 76    |
| 92    | 45 a 49 | 96    |
| 84    | 40 a 44 | 88    |
| 80    | 35 a 39 | 92    |
| 84    | 30 a 34 | 72    |
| 36    | 25 a 29 | 68    |
| 64    | 20 a 24 | 72    |
| 120   | 15 a 19 | 72    |
| 68    | 10 a 14 | 76    |
| 76    | 5 a 9   | 84    |
| 44    | 0 a 4   | 44    |

## Economia
El 2007 la població en edat de treballar era de 1.310 persones, 960 eren actives i 350 eren inactives. De les 960 persones actives 899 estaven ocupades (458 homes i 441 dones) i 60 estaven aturades (26 homes i 34 dones). De les 350 persones inactives 150 estaven jubilades, 144 estaven estudiant i 56 estaven classificades com a «altres inactius».

### Ingressos
El 2009 a Mettray hi havia 825 unitats fiscals que integraven 2.171,5 persones, la mediana anual d'ingressos fiscals per persona era de 22.213 €.

### Activitats econòmiques
Dels 107 establiments que hi havia el 2007, 2 eren d'empreses extractives, 1 d'una empresa de fabricació de material elèctric, 10 d'empreses de fabricació d'altres productes industrials, 25 d'empreses de construcció, 18 d'empreses de comerç i reparació d'automòbils, 10 d'empreses de transport, 4 d'empreses d'hostatgeria i restauració, 3 d'empreses d'informació i comunicació, 5 d'empreses financeres, 3 d'empreses immobiliàries, 11 d'empreses de serveis, 10 d'entitats de l'administració pública i 5 d'empreses classificades com a «altres activitats de serveis».
Dels 33 establiments de servei als particulars que hi havia el 2009, 1 era una oficina de correu, 6 tallers de reparació d'automòbils i de material agrícola, 2 paletes, 3 guixaires pintors, 4 fusteries, 8 lampisteries, 5 electricistes, 2 perruqueries i 2 agències immobiliàries.
Dels 5 establiments comercials que hi havia el 2009, 1 era una botiga de menys de 120 m², 2 carnisseries, 1 un drogueria i 1 una joieria.
L'any 2000 a Mettray hi havia 17 explotacions agrícoles que ocupaven un total de 567 hectàrees.

## Equipaments sanitaris i escolars
L'únic equipament sanitari que hi havia el 2009 era una farmàcia.
El 2009 hi havia 1 escola maternal i 1 escola elemental.

## Poblacions properes
El següent diagrama mostra les poblacions més properes.